# Championnat d'Angleterre de football de quatrième division 2020-2021
Navigation
Édition précédente Édition suivante
La saison 2020-2021 de League Two est la dix-septième édition de la quatrième division anglaise sous son nom actuel et la vingt-huitième sous sa forme actuelle.
Les vingt-quatre clubs participants au championnat sont confrontés à deux reprises aux vingt-trois autres pour un total de 552 matchs. La saison régulière démarre en septembre 2020 et se termine en mai 2021, les barrages de promotion se jouant par la suite. À la fin de la saison, les trois premiers sont promus en League One et les quatre suivants s'affrontent en barrages pour une place dans la division supérieure. Les deux derniers sont quant à eux relégués en National League.

## Les 24 clubs participants
| \| Cambridge Carlisle Cheltenham Colchester Crawley Exeter FGR Grimsby Mansfield Morecambe Newport Oldham Port Vale Bradford Scunthorpe Walsall Salford Stevenage Leyton Harrogate Barrow Southend Bolton Tranmere \| Localisation des clubs engagés dans le championnat. |
| Cambridge Carlisle Cheltenham Colchester Crawley Exeter FGR Grimsby Mansfield Morecambe Newport Oldham Port Vale Bradford Scunthorpe Walsall Salford Stevenage Leyton Harrogate Barrow Southend Bolton Tranmere                                                           |

Légende des couleurs
- Relégué de troisième division
- Promu de cinquième division

| Club                | D4 depuis | Classement 2019-2020 | Stade                        | Capacité | Ville             |
| ------------------- | --------- | -------------------- | ---------------------------- | -------- | ----------------- |
| Tranmere Rovers     | 2020      | 21e (D3)             | Prenton Park                 | 16 587   | Birkenhead        |
| Southend United     | 2020      | 22e (D3)             | Roots Hall                   | 12 392   | Southend-on-Sea   |
| Bolton Wanderers    | 2020      | 23e (D3)             | University of Bolton Stadium | 28 723   | Bolton            |
| Cheltenham Town     | 2016      | 4e                   | Whaddon Road                 | 7 066    | Cheltenham        |
| Exeter City         | 2012      | 5e                   | St James Park                | 8 830    | Exeter            |
| Colchester United   | 2016      | 6e                   | Colchester Stadium           | 10 105   | Colchester        |
| Port Vale           | 2017      | 8e                   | Vale Park                    | 19 052   | Stoke-on-Trent    |
| Bradford City       | 2019      | 9e                   | Valley Parade                | 25 136   | Bradford          |
| Forest Green Rovers | 2017      | 10e                  | The New Lawn                 | 5 147    | Nailsworth        |
| Salford City        | 2019      | 11e                  | Moor Lane                    | 5 106    | Salford           |
| Walsall FC          | 2019      | 12e                  | Bescot Stadium               | 11 300   | Walsall           |
| Crawley Town        | 2015      | 13e                  | Broadfield Stadium           | 5 996    | Crawley           |
| Newport County      | 2013      | 14e                  | Rodney Parade                | 7 850    | Newport           |
| Grimsby Town        | 2016      | 15e                  | Blundell Park                | 9 062    | Cleethorpes       |
| Cambridge United    | 2014      | 16e                  | Abbey Stadium                | 9 617    | Cambridge         |
| Leyton Orient       | 2019      | 17e                  | Brisbane Road                | 9 271    | Londres (Leyton)  |
| Carlisle United     | 2014      | 18e                  | Brunton Park                 | 17 949   | Carlisle          |
| Oldham Athletic     | 2018      | 19e                  | Boundary Park                | 13 512   | Oldham            |
| Scunthorpe United   | 2019      | 20e                  | Glanford Park                | 9 183    | Scunthorpe        |
| Mansfield Town      | 2013      | 21e                  | Field Mill                   | 10 000   | Mansfield         |
| Morecambe FC        | 2007      | 22e                  | Globe Arena                  | 6 476    | Morecambe         |
| Stevenage FC        | 2014      | 23e                  | Broadhall Way                | 6 920    | Stevenage         |
| Barrow AFC          | 2020      | 1er (D5)             | Holker Street                | 5 045    | Barrow-in-Furness |
| Harrogate Town      | 2020      | 2e (D5)              | Wetherby Road                | 5 000    | Harrogate         |

## Compétition

### Classement
Le classement est établi sur le barème de points classique (victoire à 3 points, match nul à 1, défaite à 0).
Pour départager les égalités, on tient d'abord compte de la différence de buts générale, puis du nombre de buts marqués, puis des confrontations directes et enfin si la qualification ou la relégation est en jeu, les deux équipes jouent une rencontre d'appui sur terrain neutre.
| Rang | Équipe              | Pts | J  | G  | N  | P  | Bp | Bc | Diff |
| ---- | ------------------- | --- | -- | -- | -- | -- | -- | -- | ---- |
| 1    | Cheltenham Town     | 82  | 46 | 24 | 10 | 12 | 61 | 39 | +22  |
| 2    | Cambridge United    | 80  | 46 | 24 | 8  | 14 | 73 | 49 | +24  |
| 3    | Bolton Wanderers R  | 79  | 46 | 23 | 10 | 13 | 59 | 50 | +9   |
| 4    | Morecambe FC        | 78  | 46 | 23 | 9  | 14 | 69 | 58 | +11  |
| 5    | Newport County      | 73  | 46 | 20 | 13 | 13 | 57 | 42 | +15  |
| 6    | Forest Green Rovers | 73  | 46 | 20 | 13 | 13 | 59 | 51 | +8   |
| 7    | Tranmere Rovers R   | 73  | 46 | 20 | 13 | 13 | 55 | 50 | +5   |
| 8    | Salford City        | 71  | 46 | 19 | 14 | 13 | 54 | 34 | +20  |
| 9    | Exeter City         | 70  | 46 | 18 | 16 | 12 | 71 | 50 | +21  |
| 10   | Carlisle United     | 66  | 46 | 18 | 12 | 16 | 60 | 51 | +9   |
| 11   | Leyton Orient       | 61  | 46 | 17 | 10 | 19 | 53 | 55 | -2   |
| 12   | Crawley Town        | 61  | 46 | 16 | 13 | 17 | 56 | 62 | -6   |
| 13   | Port Vale           | 60  | 46 | 17 | 9  | 20 | 57 | 57 | 0    |
| 14   | Stevenage FC        | 60  | 46 | 14 | 18 | 14 | 41 | 41 | 0    |
| 15   | Bradford City       | 59  | 46 | 16 | 11 | 19 | 48 | 53 | -5   |
| 16   | Mansfield Town      | 58  | 46 | 13 | 19 | 14 | 57 | 55 | +2   |
| 17   | Harrogate Town P    | 57  | 46 | 16 | 9  | 21 | 52 | 61 | -9   |
| 18   | Oldham Athletic     | 54  | 46 | 15 | 9  | 22 | 72 | 81 | -9   |
| 19   | Walsall FC          | 53  | 46 | 11 | 20 | 15 | 45 | 53 | -8   |
| 20   | Colchester United   | 51  | 46 | 11 | 18 | 17 | 44 | 61 | -17  |
| 21   | Barrow AFC P        | 50  | 46 | 13 | 11 | 22 | 53 | 59 | -6   |
| 22   | Scunthorpe United   | 48  | 46 | 13 | 9  | 24 | 41 | 64 | -23  |
| 23   | Southend United R   | 45  | 46 | 10 | 15 | 21 | 29 | 58 | -29  |
| 24   | Grimsby Town        | 43  | 46 | 10 | 13 | 23 | 37 | 69 | -32  |

Promotion en League One
- 1er à 3e : promotion
- 4e à 7e : barrages de promotion

Relégation en National League
- 23e et 24e : relégation

Abréviations
- P : Promu de National League
- R : Relégué de League One

### Barrages de promotion
|  | Demi-finales      | Demi-finales        | Demi-finales      | Demi-finales      |              |              | Finale      | Finale      | Finale      | Finale      |
|  |                   |                     |                   |                   |              |              |             |             |             |             |
|  | 20 et 23 mai 2021 | 20 et 23 mai 2021   | 20 et 23 mai 2021 | 20 et 23 mai 2021 |              |              | 31 mai 2021 | 31 mai 2021 | 31 mai 2021 | 31 mai 2021 |
|  | 4                 | Morecambe FC        | 2                 | 1                 |              |              | 31 mai 2021 | 31 mai 2021 | 31 mai 2021 | 31 mai 2021 |
|  | 4                 | Morecambe FC        | 2                 | 1                 |              |              | 31 mai 2021 | 31 mai 2021 | 31 mai 2021 | 31 mai 2021 |
|  | 7                 | Tranmere Rovers     | 1                 | 1                 |              |              | 31 mai 2021 | 31 mai 2021 | 31 mai 2021 | 31 mai 2021 |
|  | 7                 | Tranmere Rovers     | 1                 | 1                 | Morecambe FC | Morecambe FC | 1 ap        | 1 ap        |             |             |
|  | 18 et 23 mai 2021 |                     |                   |                   | Morecambe FC | Morecambe FC | 1 ap        | 1 ap        |             |             |
|  |                   |                     | Newport County    | Newport County    | 0            | 0            |             |             |             |             |
|  | 5                 | Newport County      | Newport County    | Newport County    | 0            | 0            | 2           | 3ap         |             |             |
|  | 5                 | Newport County      |                   |                   |              |              |             | 3ap         |             |             |
|  | 6                 | Forest Green Rovers | 0                 | 4                 |              |              |             |             |             |             |
|  | 6                 | Forest Green Rovers | 0                 | 4                 |              |              |             |             |             |             |

## Meilleurs buteurs
| Rang | Joueur              | Club                | Buts |
| ---- | ------------------- | ------------------- | ---- |
| 1    | Paul Mullin         | Cambridge United    | 32   |
| 2    | Eoin Doyle          | Bolton Wanderers    | 19   |
| 3    | Matt Jay            | Exeter City         | 18   |
| 3    | James Vaughan       | Tranmere Rovers     | 18   |
| 5    | Ian Henderson       | Salford City        | 17   |
| 5    | Connor McAleny      | Oldham Athletic     | 17   |
| 5    | Danny Johnson       | Leyton Orient       | 17   |
| 8    | Jamille Matt        | Forest Green Rovers | 16   |
| 9    | Jack Muldoon        | Harrogate           | 15   |
| 9    | Carlos Mendes Gomes | Morecambe           | 15   |
| 9    | Scott Quigley       | Barrow              | 15   |